# Restaurant Gundel
Le Restaurant Gundel (en hongrois : Gundel étterem) est un des restaurants les plus connus de Budapest. Situé dans le 14e arrondissement en bordure du Városliget à proximité du parc animalier et botanique municipal, il était réputé comme étant le meilleur restaurant de la capitale hongroise durant la période soviétique.
Fondé en 1910 par Károly Gundel, le restaurant a été nationalisé en 1949 puis privatisé en 1991. Bien que son heure de gloire soit passée, il reste une des tables les plus distinguées de Budapest. Sa spécialité est une forme de crêpe typique de l'Europe centrale, un  palačinka  fourré de noix : le Gundel-palacsinta.